# Главная оперативная база
Главная оперативная база (англ.  Main Operating Base) также военный лагерь — американский военный термин определён как «заграничная, постоянно укомплектованная персоналом, хорошо защищённая база, используемая для поддержки постоянно развёрнутых сил, и с надёжным доступом с моря или воздуха».
Термин был использован для отличия крупных стратегических иностранных военных объектов от более мелких и менее безопасных или временно укомплектованных персоналом резервных тактических пунктов, таких как база передового развёртывания, передовая операционная позиция, пункт совместной безопасности.
Эти различия были созданы, когда Пентагон начал решать вопросы региональных угроз, в первую очередь в Африке, Азии и Латинской Америке, после Пересмотра Глобальных Позиций, сделанного Пентагоном в 2004 году.